# ホテルウェルシーズン浜名湖

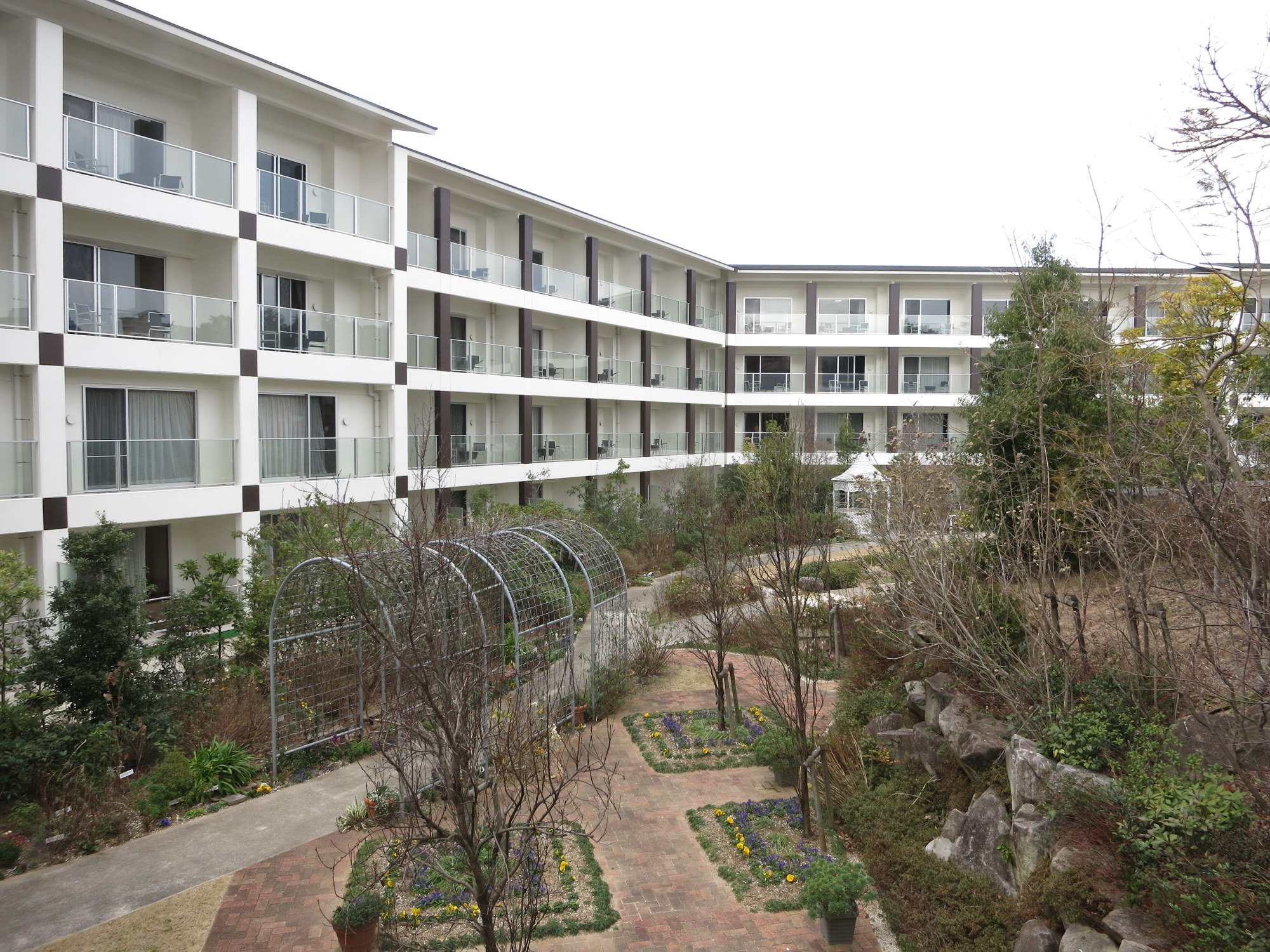
ガーデンコート棟

ホテルウェルシーズン浜名湖（ホテルウェルシーズンはまなこ）は、静岡県浜松市の浜名湖のほとりにある舘山寺温泉にあるリゾートホテルである。遠鉄観光開発が運営している。

## ホテル概要
- 開業:2009年6月
- 住所:浜松市中央区舘山寺町1891
- 収容:503名
- 客室数:122室（ガーデンコート棟80室・スカイコート棟42室）
- レストラン:ビュッフェレストラン190席、和風ダイニング　92席
- 運営:遠鉄観光開発株式会社

## 概要
浜名湖周辺で最大級の温泉リゾートホテル。遊園地浜名湖パルパルと隣接しているほか、同一建物内に日帰り温泉華咲の湯があり、宿泊客は相互を行き来できるようになっている。
地場産の野菜を活用した健康志向料理や充実したデモキッチンでのできたて美食料理が特徴のビュッフェレストラン「るぴなす」とプライベートを重視した落着いた雰囲気の和風ダイニングレストラン「花扇（はなおうぎ）」がある。
宿泊客は日帰り温泉華咲の湯を無料で利用できるほか、宿泊者専用の露天風呂に入ることもできる。

## 歴史
老舗旅館「遠鉄ホテルエンパイア」の建物の老朽化に伴い改築を行い、2009年6月にリニューアルオープンした。客室は新築棟「ガーデンコート」と8階建ての「スカイコート」がある。遠鉄ホテルエンパイアでは団体客受け入れをメインにしていたが、ウェルシーズン浜名湖では「リゾート」を前面に出し、個人客をメインターゲットにしている。
この際、減築しながらも稼働率を向上させた好例として第22回BELCA賞ベストリフォーム部門を受賞している。

## アクセス
- 遠鉄バス　30舘山寺線「ウェルシーズン浜名湖」バス停下車。

## 周辺
- 浜名湖
- 舘山寺温泉
- 浜名湖パルパル